# Cantonul La Chartre-sur-le-Loir
Cantonul La Chartre-sur-le-Loir este un canton din arondismentul La Flèche, departamentul Sarthe, regiunea Pays de la Loire, Franța.

## Comune
| Comune                 | Populație (1999) | Cod poștal | Cod INSEE |
| ---------------------- | ---------------- | ---------- | --------- |
| Beaumont-sur-Dême      | ...              | 72340      | 72027     |
| Chahaignes             | ...              | 72340      | 72052     |
| La Chapelle-Gaugain    | ...              | 72310      | 72063     |
| La Chartre-sur-le-Loir | ...              | 72340      | 72068     |
| Lavenay                | ...              | 72310      | 72159     |
| Lhomme                 | ...              | 72340      | 72161     |
| Marçon                 | ...              | 72340      | 72183     |
| Poncé-sur-le-Loir      | ...              | 72340      | 72240     |
| Ruillé-sur-Loir        | ...              | 72340      | 72262     |